# Shleep
Shleep je šesté sólové studiové album britského hudebníka Roberta Wyatta, vydané v listopadu roku 1997 prostřednictvím hudebního vydavatelství Thirsty Ear. Nahráno bylo v letech 1996 až 1997 ve studiu kytaristy Phila Manzanery v Chertsey. Na produkci alba se spolu s Wyattem podíleli Brian Eno a Alfreda Benge.

## Seznam skladeb
| Pořadí | Název                                    | Autor                       | Délka |
| ------ | ---------------------------------------- | --------------------------- | ----- |
| 1.     | Heaps of Sheeps                          | Robert Wyatt, Alfreda Benge | 4:56  |
| 2.     | The Duchess                              | Wyatt                       | 4:18  |
| 3.     | Maryan                                   | Wyatt, Philip Catherine     | 6:11  |
| 4.     | Was a Friend                             | Wyatt, Hugh Hopper          | 6:09  |
| 5.     | Free Will and Testament                  | Wyatt, Mark Kramer          | 4:13  |
| 6.     | September the Ninth                      | Wyatt, Benge                | 6:41  |
| 7.     | Alien                                    | Wyatt, Benge                | 6:47  |
| 8.     | Out of Season                            | Wyatt, Benge                | 2:32  |
| 9.     | A Sunday in Madrid                       | Wyatt, Benge                | 4:41  |
| 10.    | Blues in Bob Minor                       | Wyatt                       | 5:46  |
| 11.    | The Whole Point of No Return             | Paul Weller                 | 1:25  |
| 12.    | September in the Rain (bonus na reedici) | Wyatt, Benge                | 2:31  |

## Obsazení
- Robert Wyatt – zpěv, klávesy, baskytara, trubka, perkuse
- Gary Azukx – djembe
- Alfreda Benge – doprovodné vokály
- Philip Catherine – kytara
- Brian Eno – syntezátory, basový syntezátor, doprovodné vokály
- Jamie Johnson – kytara, doprovodné vokály
- Phil Manzanera – kytara
- Chucho Merchan – baskytara, kontrabas, basový buben, perkuse
- Evan Parker – sopránsaxofon, tenorsaxofon
- Charles Rees – doprovodné vokály
- Chikako Sato – housle
- Paul Weller – kytara, doprovodné vokály
- Annie Whitehead – pozoun